# زغمار
زغمار هي قرية في مقاطعة أصفهان، إيران. يقدر عدد سكانها بـ 184 نسمة بحسب إحصاء 2016.